# Metastrongylidae
Die Metastrongylidae, deutsch auch als Metastrongyliden bezeichnet, sind eine Familie der Fadenwürmer mit 311 Arten. Sie sind als „Lungenwürmer“ größtenteils Parasiten der Lunge bei Säugetieren.

## Merkmale
Die Mundhöhle ist rudimentär, die Mundöffnung ist von zwei großen dreilappigen Lippen umgeben. Die Vulva der Weibchen liegt im hinteren Teil des Körpers. Die Bursa copulatrix der Männchen hat zwei große Seitenlappen und einen reduzierten rückenseitigen Lappen. Die Metastrongylidae sind ovipar, die Eier sind dickschalig und haben eine raue Oberfläche.

## Evolution und Systematik
Die Metastrongylidae haben vermutlich mit den Strongylidae einen gemeinsamen Vorfahren, der bei den Vorfahren der Säugetiere symbiotisch im Magen-Darm-Trakt lebte. Eine Gruppe wurde zu Symbioten des Atmungsapparates und entwickelte sich zu den Metastrongylidae. Diese spalteten sich in drei Untergruppen auf: die Filaroidinae wurden zu Parasiten der Raubtiere, die Pseudaliinae der Wale und die Protostrongylinae der Paarhufer.
Ursprünglich war die Familie in eine eigenen Überfamilie Metastrongyloidea eingeordnet. In den Revisionen der Nematodensystematik wurde sie Teil der Strongyliden. Die Familie wird heute in acht Unterfamilien, 10 Triben und 65 Gattungen gegliedert.
- Angiostrongylinae Boehm & Gebauer, 1934
  - Tribus Angiostrongylini Boehm & Gebauer, 1934
    - Aelurostrongylus Cameron, 1927
    - Andersonstrongylus Webster, 1978
    - Angiostrongylus Kamensky, 1905
    - Antechinostrongylus Spratt, 1981
    - Cercogylus Petter & Brochier, 1989
    - Cosmostrongylus Spratt, 1984
    - Didelphostrongylus Prestwood, 1976
    - Filostrongylus Mackerras, 1955
    - Gallegostrongylus Mas-Coma, 1978
    - Gurltia Wolffhügel, 1933
    - Heterostrongylus Travassos, 1925
    - Madafilaroides Chabaud & Brygoo, 1960
    - Madangiostrongylus Chabaud & Brygoo, 1960
    - Malayometastrongylus Gibbons & Krishnasamy, 1986
    - Marsupostrongylus Mackerras & Sandars, 1933
    - Procyonostrongylus Anderson, Prestwood & Strelive, 1979
    - Pulmostrongylus Hsu, 1935
    - Rodentocaulus Schulz, Orlov & Kutass, 1938
    - Sobolevingylus Romanov, 1952
    - Stefanskostrongylus Drozdz, 1970
    - Thaistrongylus Ohbayashi, Kamiya & Bhaibulaya, 1979
    - Trilobostrongylus Anderson, 1963
    - Viverrostrongylus Asakawa, Ohbayashi & Ow-Yang, 1986
- Crenosomatinae Schulz, 1951
  - Tribus Crenosomatini Schulz, 1951
    - Crenosoma Molin, 1861
    - Molinofilaria Vuylstëke, 1956
    - Otostrongylus De-Bruyn, 1933
    - Paracrenosoma Yun & Kontrimavichus, 1963
    - Prestwoodia Anderson, 1978
    - Troglostrongylus Vevers, 1923
- Dictyocaulinae Skrjabin, 1933
  - Tribus Dictyocaulini Skrjabin, 1933
    - Bronchonema Moennig, 1932
    - Cardiostrongylus Sakamoto & Malgor, 1995
    - Dictyocaulus Railliet & Henry, 1907
- Filaroidinae Schulz, 1951
  - Tribus Filaroidini Schulz, 1951
    - Chabaudistrongylus Kontrimavichus & Delyamure, 1979
    - Filariopsis Van-Thiel, 1926
    - Filaroides Van-Beneden, 1858
    - Oslerus Hall, 1921
    - Parafilaroides Dougherty, 1946
    - Rauschivingylus Kontrimavichus & Delyamure, 1979
- Metastrongylinae Molin, 1861
  - Tribus Metastrongylini Molin, 1861
    - Mariostrongylus Teixeira-De-Freitas & Franco, 1967
    - Metastrongylus Molin, 1861
    - Micronematodum Castelli, 1926
    - Posthalocercus Delyamure in Skrjabin, 1942
- Protostrongylinae Leiper, 1926
  - Tribus Protostrongylini Leiper, 1926
    - Cystocaulus Schulz, Orlov & Kutass, 1933
    - Dukerostrongylus Dinnik & Boev, 1982
    - Elaphostrongylus Cameron, 1931
    - Imparispiculus Luo, Jianzhong, Duo, Jiecaidan & Chen-Gan, 1988
    - Muellerius Cameron, 1927
    - Neostrongylus Gebauer, 1932
    - Orthostrongylus Dougherty & Goble, 1946
    - Parelaphostrongylus Boev & Schulz, 1950
    - Pneumocaulus Schulz & Andreeva, 1948
    - Pneumostrongylus Moennig, 1932
    - Protostrongylus Kamensky, 1905
    - Skrjabinocaulus Boev & Sulimov, 1963
    - Spiculocaulus Schulz, Orlov & Kutass, 1933
    - Umingmakstrongylus Hoberg, Polley, Gunn & Nishi, 1995
    - Varestrongylus Bhalerao, 1932
- Pseudaliinae Railliet & Henry, 1909
  - Tribus Halocercini Delyamure, 1951
    - Halocercus Baylis & Daubney, 1925 (14 species)
    - Skrjabinalius Delyamure, 1942

  - Tribus Pseudaliini Railliet & Henry, 1909
    - Pseudalius Dujardin, 1845

  - Tribus Stenurini Skryjabin, 1942
    - Pharurus R. Leuckart, 1848
    - Stenuroides Gerichter, 1951
    - Stenurus Dujardin, 1845
    - Torynurus Baylis & Daubney, 1925
- Skrjabingylinae Skrjabin, 1933
  - Skrjabingylini Skryabin, 1933
    - Skrjabingylus Petrov, 1927